# Boghos Bedros XII Sabbaghian
Boghos Bedros XII Sabbaghian (Armeens: Պօղոս Պետրոս ԺԲ. Սապպաղեան) (Aleppo, 12 februari 1836 – Constantinopel, augustus 1915) was een katholikos-patriarch van de Armeens-Katholieke Kerk.
Boghos Sabbaghian werd in 1857 tot priester gewijd. Op 28 augustus 1901 werd hij benoemd tot bisschop van Alexandrië; zijn bisschopswijding vond plaats op 21 november 1901.
Sabbaghian werd op 4 augustus 1904 door de synode van de Armeens-katholieke Kerk gekozen tot katholikos-patriarch van Cilicië van de Armeniërs als opvolger van Boghos Bedros XI Emanuelian die op 18 april 1904 was overleden. Sabbaghian nam daarop de naam Boghos Bedros XII Sabbaghian aan. Zijn benoeming werd op 14 november 1904 bevestigd door paus Pius X. De zetel van het patriarchaat was gevestigd in Constantinopel.
Boghos Bedros XII Sabbaghian ging in april 1910 met emeritaat.